# Bantustan nell'Africa del Sud-Ovest

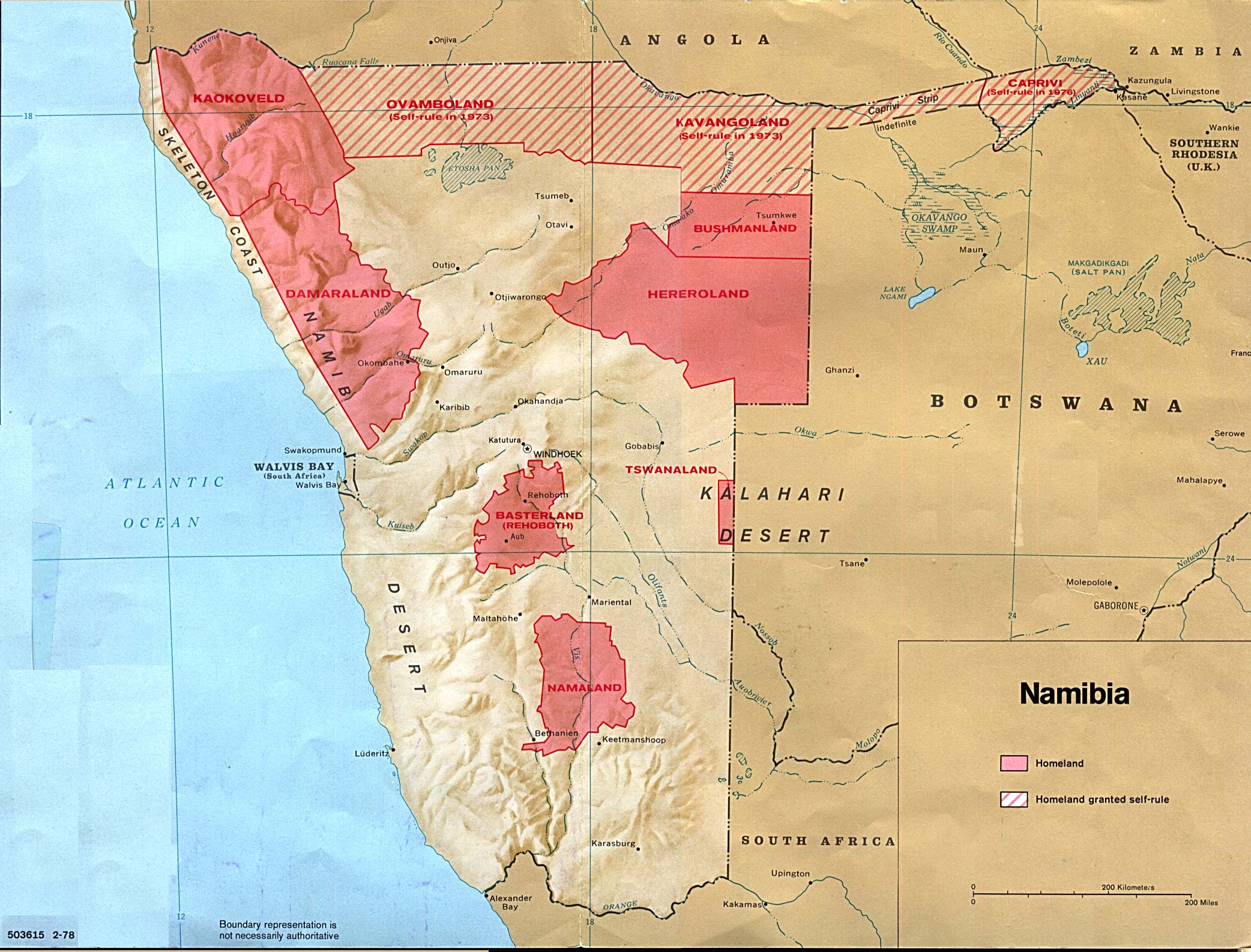
Bantustan nell'Africa del Sud-Ovest del 1976

I bantustan dell'Africa del Sud-Ovest (oggi Namibia) furono creati dal governo sudafricano a partire dal 1968. Veniva in questo modo esteso alla Namibia (che all'epoca era essenzialmente una provincia sudafricana) il sistema dello Sviluppo Separato e dell'apartheid. Inizialmente, i bantustan in Africa del Sud-Ovest vennero fondati su base geografica; a partire dal 1980, vennero riformulati su base etnica, ovvero come homeland dei diversi gruppi etnici della regione, sul modello di quanto era già avvenuto sul territorio sudafricano.
Solo tre (Ovamboland, Kavangoland e Lozi) dei bantustan della Namibia ottennero l'autogoverno durante il periodo dell'apartheid. Essi vennero comunque aboliti nel maggio del 1989 come primo passo del processo di transizione verso l'indipendenza della Namibia dal Sudafrica. 

## Elenco dei bantustan dell'Africa del Sud-Ovest
- Bushmanland
- Damaraland
- East Caprivi (ribattezzato Lozi nel 1976)
- Hereroland
- Kaokoland
- Kavangoland
- Namaland
- Ovamboland
- Rehoboth (noto anche come Basterland)
- Tswanaland